# Kloster Niedernburg

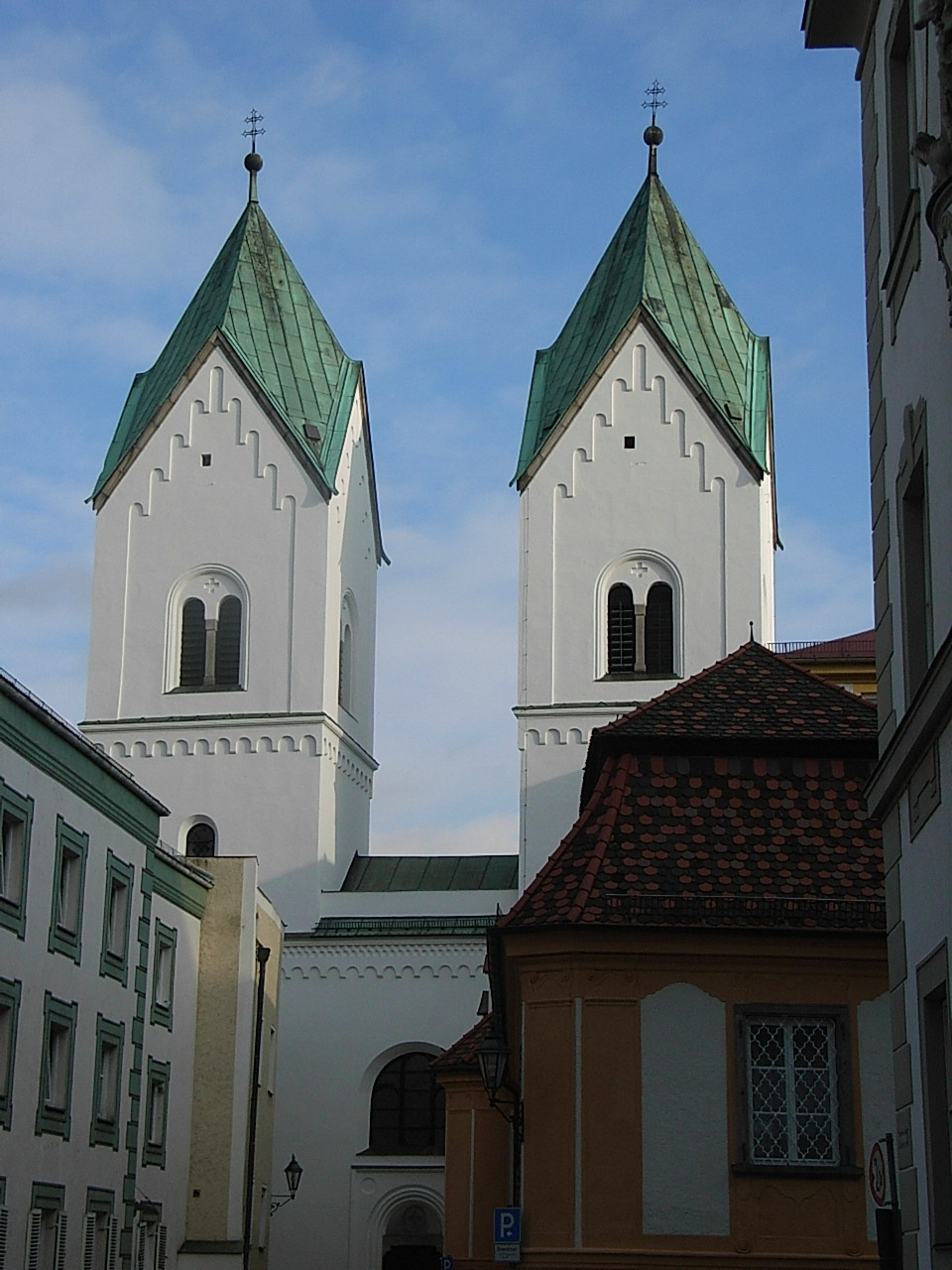
Die Türme der Klosterkirche

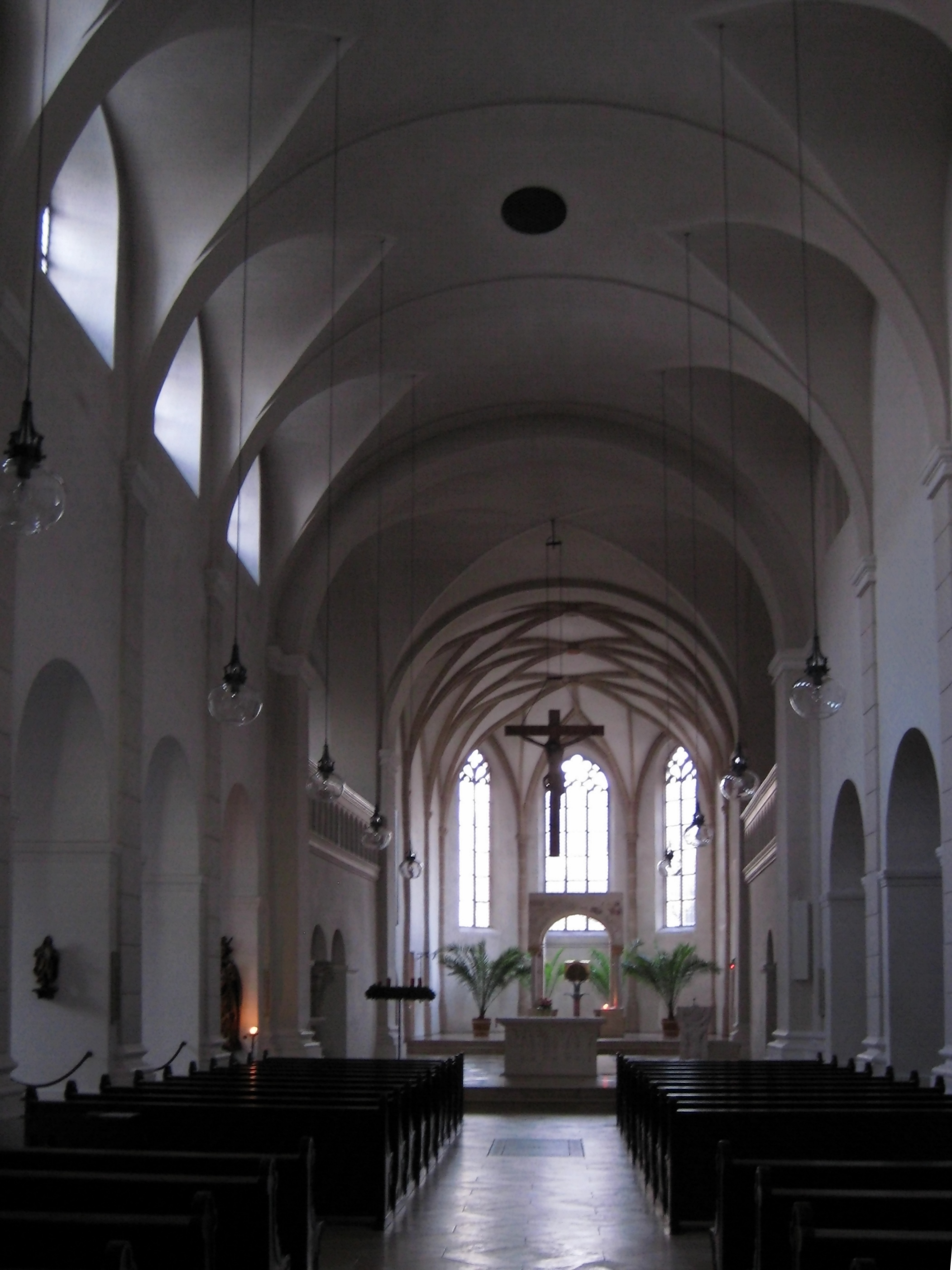
Innenraum der Klosterkirche

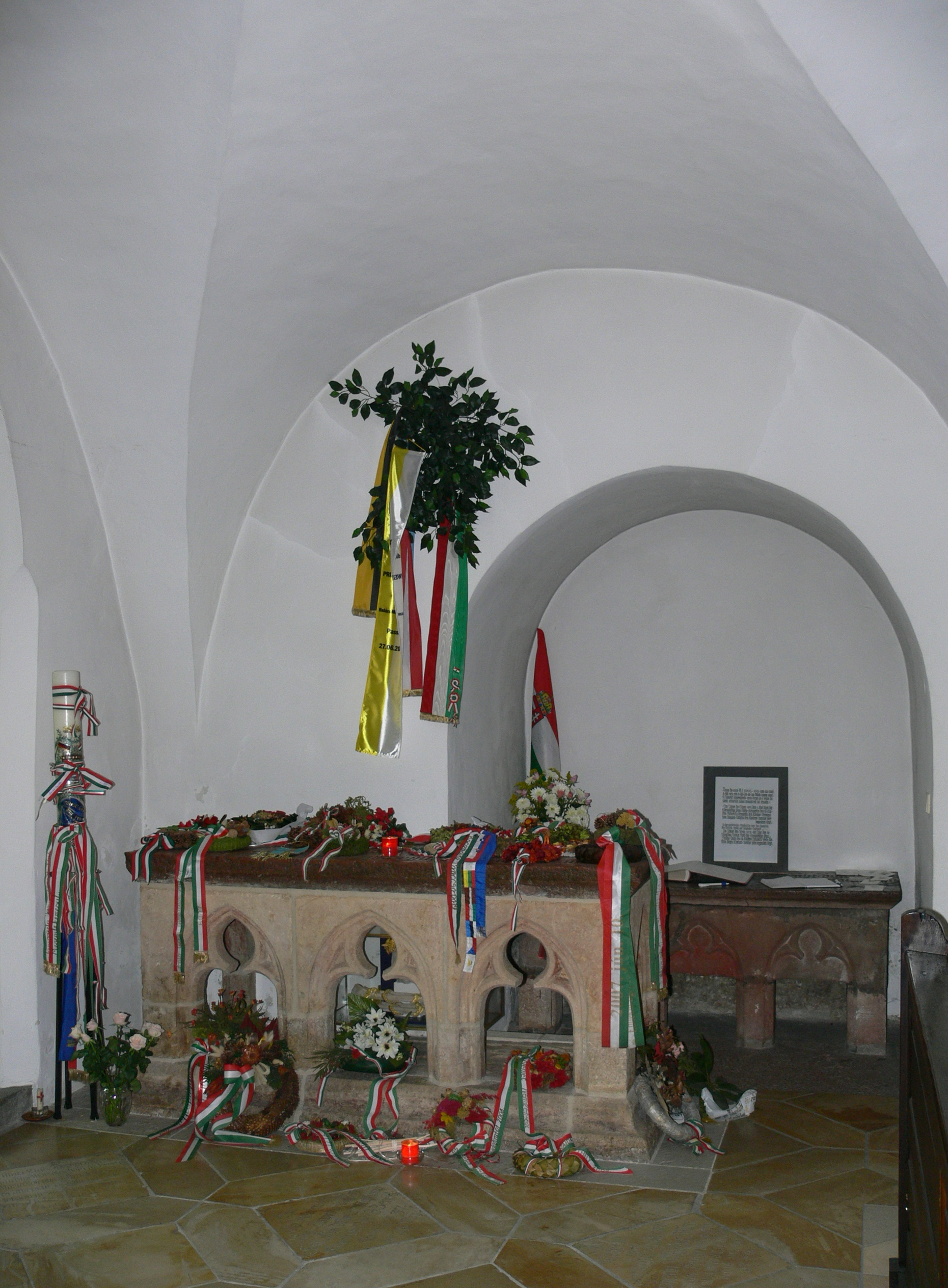
Das Grab der Seligen Gisela von Bayern

Das Kloster Niedernburg Passau wurde im 8. Jahrhundert als bayerisches Frauenstift in der Altstadt von Passau gegründet und gehörte bis zu seiner Schließung zum Bistum Passau in Bayern. Als Reichsstift Niedernburg war es zwischen 788 und 1160 reichsunmittelbar, anschließend wurde es von 1161 bis 1803 dem Hochstift Passau unterstellt. Etwa um 1500 wurde das Kloster zu einer Abtei für Benediktinerinnen und von 1836 bis 2017 diente es als Kloster der Englischen Fräulein. Seit 2017 wird über die weitere Nutzung der Klostergebäude noch verhandelt.

## Geschichte

### Gründung
Das Frauenstift Niedernburg wurde wohl 772 (so eine Traditionsnotiz der Klosterfrauen des 17./18. Jahrhunderts) unter Tassilo III. und Liutberga von Baiern gegründet. Sicher kann das Frauenstift als agilolfingische Gründung gelten.
Vielfach wird auch auf das Jahr 739 verwiesen, in der auch in Passau die bairische Bistumsorganisation etabliert wurde. In den Grabungsberichten wird die erste Kirche auf um 700 datiert (14C-Daten aus dem Setzmörtel der Apsismauer zwischen 642 und vor 775 n. Chr.), was eine Gründung (eventuell zuerst als agilolfingische Herzogspfalz?) auch unter den Herzoginnen und Herzögen Theodo II. und Folchaid, Theodolt und Pilitrud oder Odilo und Hiltrud, die nach dem Tod Odilos 748 bis 754 in Vormundschaft für ihren minderjährigen Sohn Tassilo III. allein regierte und wohl gleichzeitig das Amt der Äbtissin des Frauenstifts Nonnberg in Salzburg innehatte, plausibel machen würde.

### Reichsstift (788–1160)
Nach der Absetzung Tassilos III. (788) ging das Frauenstift in königlichen Besitz über. Die erste gesicherte Nennung stellt die 888 von König Arnolf ausgestellte Belehnungsurkunde von Niedernburger Besitzungen dar.
In Folge der Auseinandersetzungen Heinrichs d. Zänkers und Ottos II. 976/7 in Passau übertrug der König dem Passauer Bischof Pilgrim als Dank für seine Loyalität das Niedernburger Stift (mit Ausnahme der Vogteirechte). Ob diese Übertragung ausgeführt wurde, steht nicht fest.
Jedenfalls erhielt Niedernburg 1010 von Heinrich II. die Reichsunmittelbarkeit wieder verliehen und wurde gleichzeitig in 4 Urkunden reich ausgestattet.

#### Äbtissinnen
Erste namentlich bekannte Äbtissin war Heilika, die von 1010 bis 1020 amtierte und vermutlich die Benediktsregel eingeführt hatte.
Mitte des 11. Jahrhunderts wurde hier die Äbtissin Gisela von Bayern, Schwester Kaiser Heinrichs II. und Witwe des ungarischen Königs Stephan des Heiligen bestattet.
Historisch bekannt ist außerdem Äbtissin Adelheid von Sulzbach, die durch eine Urkunde für das Jahr 1147 belegt ist.

#### Vogteirechte
Für das 12. Jahrhundert ist zudem eine enge Verbindung zum mächtigen Geschlecht der Grafen von Sulzbach nachgewiesen: So sind urkundlich Berengar I. von Sulzbach (vor 1080–1125) als Vogt der seinerzeit amtierenden Äbtissin Kunigunde sowie dessen Tochter Adelheid als Äbtissin für das Jahr 1147 bezeugt. Das von Berengar eingenommene Vogteirecht innerhalb dieses seinerzeit reichen Frauenstifts ragte aufgrund dessen Reichsstellung und großer Besitzungen besonders heraus. Zugleich könnte es nicht nur den Niedergang des Klosters als Reichsstift, sondern auch den derer von Sulzbach bedeutet haben, als Adelheid vor 1160 als Äbtissin abgesetzt worden war – auch wenn das die an ihren Bruder Gebhard (um 1114–1188) weitergegebenen und vermutlich bis zu seinem Tod geltenden Vogteirechte formal nicht betraf, waren seine Zugriffsmöglichkeiten nun durch die im Vergleich zum König viel bedrängendere Nähe des Bischofs als neuen Klosterherrn weit mehr eingeschränkt.

#### Verlust der Reichsunmittelbarkeit
Das Kloster Niedernburg wurde 1161 von Friedrich I. Barbarossa dem Passauer Fürstbischof Konrad I. von Babenberg geschenkt, wodurch es die Reichsunmittelbarkeit wieder verlor. Sein Nachfolger Wolfger von Erla erhielt von Kaiser Heinrich VI. im Jahr 1191 auch Königssteuer und Vogteirechte, sodass Niedernburg zum Eigenkloster der Passauer Bischöfe wurde und der weite Grundbesitz des Klosters den wirtschaftlichen Grundstock für das Hochstift Passau bilden konnte. Die Äbtissin wurde von Wolfger abgesetzt und die Leitung des Klosters an eine Dechantin übertragen.

### Erwähnung im Nibelungenlied
Helmut de Boor meint, das Kloster Niedernburg könnte das im 13. Jahrhundert verfasste Nibelungenlied erwähnte Kloster sein:

„Der Dichter [vom ‚Nibelungenlied‘] weiß auch, dass in Passau am Zusammenfluss von Donau und Inn ein Kloster liegt; [...] Es ist das alte Benediktinerinnenkloster Niedernburg; man kann erwägen, ob der Dichter zu diesem Kloster in besonderer Beziehung gestanden hat.“

### Ab 15. Jahrhundert
Im 15. Jahrhundert wurde das Grab der als Selige verehrten Gisela das Ziel zahlreicher ungarischer Pilger. Um 1500 wurde die damalige Dechantin Ursula von Schönstein von Papst Alexander VI. wieder in den Rang einer Äbtissin erhoben. 1582 ist eine Schule belegt im Konvent, der, 1583 von Fürstbischof Urban von Trennbach bestätigt, auch für Bürgertöchter geöffnet wurde. Die beiden verheerenden Passauer Stadtbrände von 1662 und 1680 zerstörten jeweils auch das Kloster. Heiligkreuz-Kirche und Konventgebäude wurden aber schnell wieder errichtet. 1780 wurde in Niedernburg eine Trivialschule für Mädchen gegründet (heute die Gisela-Schulen).

### Ab 19. Jahrhundert
Das Kloster wurde 1806 im Zuge der Säkularisation aufgelöst. In der Klosteranlage wurde 1815 eine Besserungs- und Beschäftigungsanstalt der Polizei, 1822 eine Irrenanstalt und 1826 ein Taubstummenheim untergebracht. Bischof Karl Joseph von Riccabona konnte 1836 in Kloster Niedernburg Englische Fräulein ansiedeln, die hier das „Gisela-Gymnasium“, die „Gisela-Realschule“ und ein Schülerinnenheim einrichteten.
Das Grab der in Ungarn sehr verehrten seligen Äbtissin Gisela, Königin von Ungarn, wird von vielen Pilgern besucht.

### Ende des Klosterbetriebs ab 2017
Im Juli 2017 verließen die Englischen Fräulein das Kloster, da sie für den laufenden Betrieb zu wenige und mittlerweile zu alt waren. Die Kirche ist seitdem nur noch sporadisch geöffnet. Einzige Nutzer der Gebäude sind nun die beiden Gisela-Schulen und das Schülerinnenheim. Nachdem der Freistaat Bayern zum Teil Eigentümer der Immobilie ist und zwischen den bisherigen Nutzern und dem Freistaat Bayern zusätzlich ein Erbbaurechtsvertrag besteht, werden zwischen der Diözese Passau und dem Freistaat Bayern Verhandlungen über den Verkauf der Anlage an die Diözese Passau geführt.

## KlosterkircheZum Heiligen Kreuz

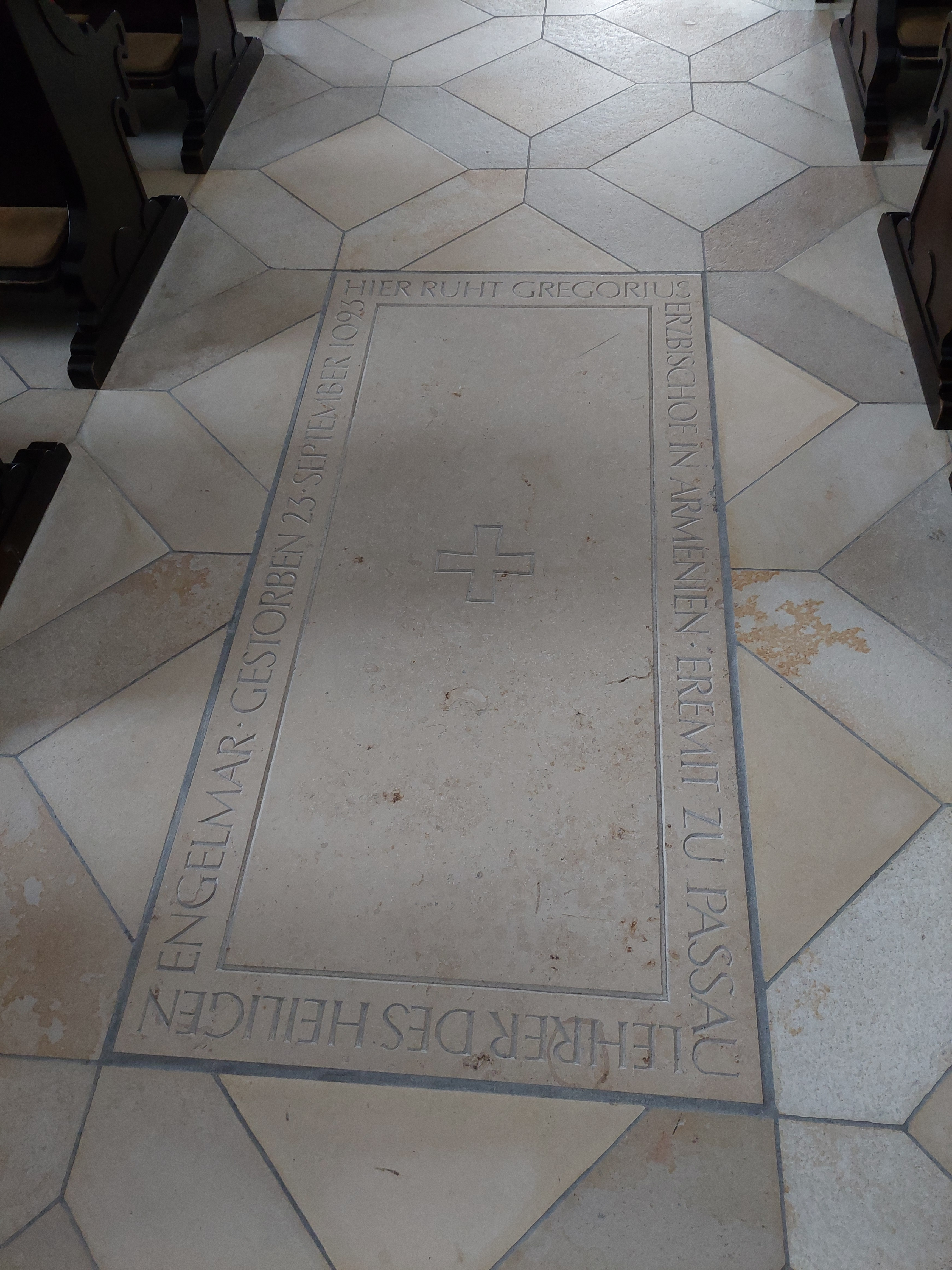
Gregorius-Grab im Mittelgang des Hauptschiffes, um 1093

Im 11. Jahrhundert entstand die romanische Pfeilerbasilika Heiligkreuz.
Die Klosterkirche Zum Heiligen Kreuz ist eine romanische Pfeilerbasilika aus dem 12. Jh. Die Vorhalle ist noch älteren Datums. Der spätgotische Chor wurde im 15. bis 16. Jahrhundert errichtet. Vom linken Seitenschiff getrennt ist die gotische Erasmuskapelle mit Taufstein, Wandfresko und Pietà-Gruppe von 1420. Das Hochaltarkreuz stammt aus dem Jahr 1508. Die barocken Gewölbe des Langhauses entstanden nach den Stadtbränden von 1662 und 1680. An den Langhauspfeilern sind gotische und barocke Figuren zu sehen. Im südlichen Querhaus befindet sich ein Monument der seligen Gisela sowie Grabdenkmäler des 14. bis 17. Jh.
An die Kirche schließt sich ein spätgotischer Kreuzgang an.
Auf der Ostseite des Klosters steht die 1150 erbaute, aber nach dem Brand von 1662 Ruine gebliebene St.-Marien-Kirche.

### Das Grab des Gregorius
Laut einer Legende starb am 23. September 1093 zur Mittagsstunde ein alter armenischer Erzbischof namens Gregorius während einer Sonnenfinsternis, welcher vor dem Hochaltar der niedernburger Klosterkirche bestattet wurde.
Das Grab wurde bei Ausgrabungen 1978 gefunden.
Auch konnte für das überlieferte Datum eine Sonnenfinsternis für ca. 11:00 Uhr nachgewiesen werden.
Zwei im Grab gefundene Bleiplatten, welche die (auf Grund starker Korrosion der Platten lückenhafte) Lebensgeschichte des Gregorius überliefern, weisen ihn als natione Armenus aus.
Die im Grab aufgefundenen Bleiplatten sowie die im Mittelmeerraum entstandene Gürtelschnalle und das Pektoralkreuz sind heute in Museum Kastell Boiotro ausgestellt.
Die Gebeine Gregorius wurden 1982 nach armenischem Ritus wieder im Mittelgang der Kirche bestattet. Das Grab ist heute durch eine Grabplatte gekennzeichnet.
Es wird vermutet, dass Gregorius im Zusammenhang mit den Byzantinisch-Seldschukischen Kriegen nach 1071 nach Passau kam.
In Passau wirkte Gregorius laut Überlieferung unter anderem als Lehrer des Seligen Englmar.

## Ehemalige Marienkirche

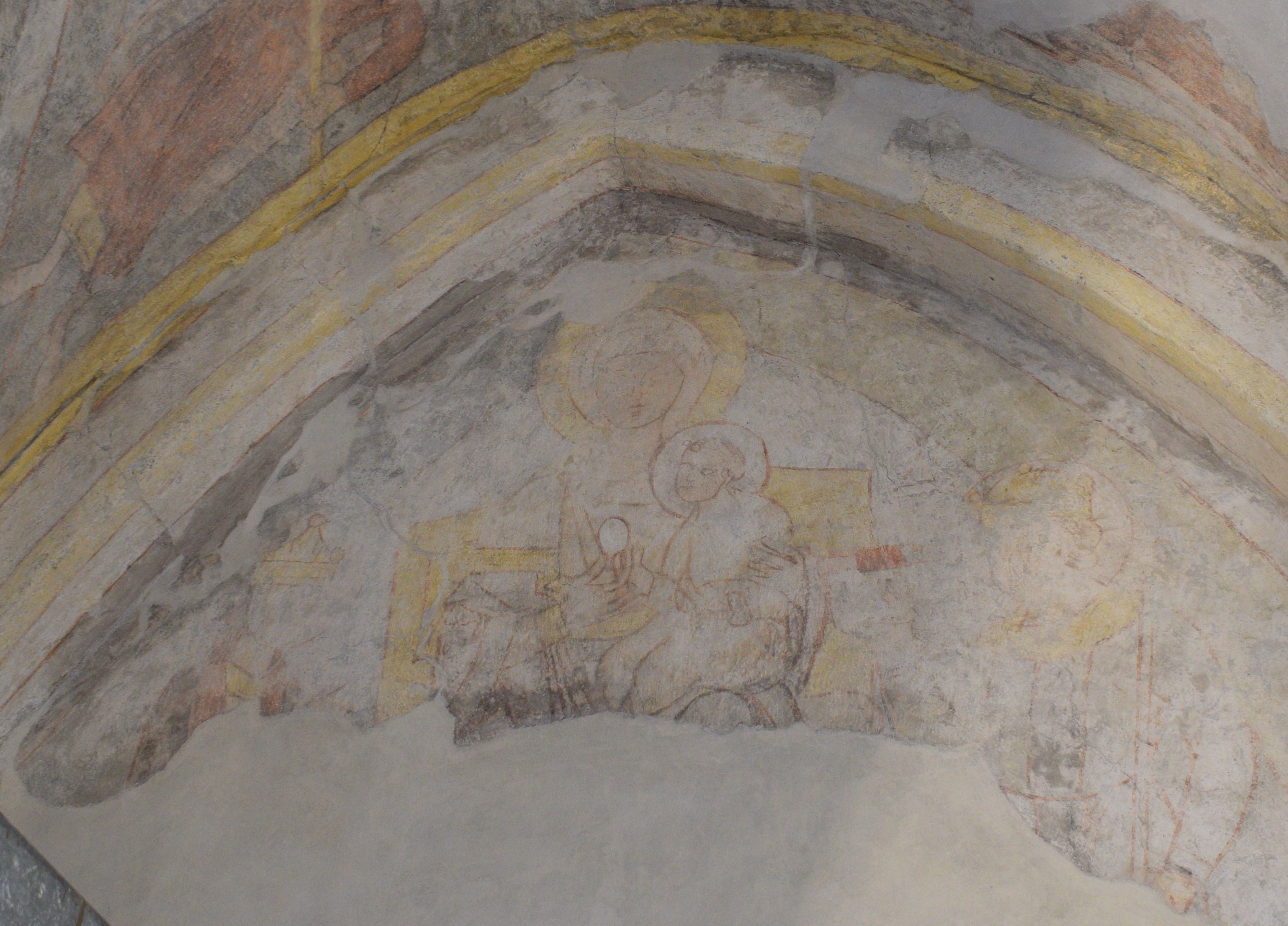
Kunigunde und Heinrich II. neben Maria und Kind in der Westvorhalle der ehem. Marienkirche, vor 1180

Eine erste Kirche, die vermutlich bereits als Laienkirche verwendet wurde, wird ebenso wie die Kreuzkirche in den Beginn des 11. Jahrhunderts datiert.
Der heute noch in Teilen vorhandene Bau der Marienkirche geht auf das 12. Jahrhundert zurück. Sie wurde als zweiter Sakralbau errichtet und übernahm vermutlich das Patrozinium von der Hauptkirche, der späteren Heilig-Kreuz-Kirche.
Die seit 1662 durch einen Brand zerstörte Marien-Pfarrkirche unterstand dem Frauenkonvent. Sie steht an der Ostseite des Klosters und wurde im 12. Jahrhundert errichtet. Sie gilt als bedeutendes romanisches Kunstwerk in Passau, von dem heute nur noch die Vorhalle mit einem zwischen 1944 und 1953 freigelegten Wandmalereizyklus zu sehen ist. Rekonstruktionen gehen davon aus, dass die Vorhalle den Eingang zu einer großen, dreischiffigen Emporenbasilika bildete. Die Wandmalereien (u. a. ein Lazarus-Zyklus und eine thronende Madonna) werden auf Ende des 12. Jahrhunderts datiert.